# Eduardo Barbosa
Eduardo Barbosa (16 novembre 1991) è un judoka brasiliano.

## Palmarès
- Mondiali

Budapest 2017: argento nella gara a squadre.
Tokyo 2017: bronzo nella gara a squadre.
- Campionati panamericani

Panama 2017: oro nei -73kg.